# کودکان کار در صنعت الماس
کودکان کار در صنعت الماس (انگلیسی: Child labour in the diamond industry) موضوعی است که در گزارش‌های زیادی آمده و به آن انتقادهای زیادی شده‌است زیرا که کودکان را در معادن الماس و در کار صیقل دادن الماس در شرایط سخت کاری مورد استفاده قرار می‌دهند، این موضوع اکثراً به هند و آفریقا برمی‌گردد.

## شرایط کار

### هند
کودکانی که در معادن الماس کار می‌کنند، با گازهای خروجی ماشین آلات و بخار روغن در تماس هستند. کنفدراسیون بین‌المللی سندیکاهای آزاد (ICFTU) اعلام کرد که کودکان کار را در صنعت الماس در هند غربی بخوبی بکار بکار می‌گیرند، زیرا درحالی که اکثریت الماس جهان در آنجا برش و صیقل داده می‌شود، کارگران فقط درصدی از ۱٪ ارزش یک قطعه الماس را بعنوان دستمزد دریافت می‌کنند. بنا بر گزارش مؤسسه تحقیقات پیشرفت ایندیراگاندی، رشد اقتصادی هند غربی در دهه ۱۹۸۰ تا ۱۹۹۰ همراه با افزایش آمار کودکان کار در صنعت الماس بود، کودکانی که بکارهای ساده تکراری و در شرایط سخت و خطرناک مورد استفاده قرار می‌گیرند که مهارت کارآموزی چند ساله نیاز ندارد و در حین کار با رفتار خشونت‌آمیز مواجهند و اکثر آنها از تحصیل و رفتن به مدرسه محروم هستند.

### آفریقا

#### سیرالئون
در روز ۲۸ اوت ۲۰۰۳ سرویس خبری بی‌بی‌سی گزارش داد در مدت ۱۰ سال جنگ خانگی در سیرالئون کودکان را بعنوان سرباز و کودکان کار در معادن الماس کویدو Koidu در شمال شرقی کونو Kono در آفریقا مورد بهره‌برداری قرار می‌دادند. کودکان در سنین بین ۵ تا ۱۶ ساله را در کارهای سخت، بمدت ۱۰ ساعت روزانه برای کندن زمین رسی و شنی و غربال کردن مخلوط مرطوب برای یافتن سنگهای قیمتی و الماس بکار گرفته می‌گیرند.

#### زیمبابوه
در روز ۲۶ ژوئن سال ۲۰۰۹ دیده‌بان حقوق بشر گزارش ۶۲ صفحه‌ای منتشر کرد تحت عنوان الماس در خشونت، نقض حقوق بشر در معادن الماس زیمبابوه. این گزارش در فوریه سال ۲۰۰۹ تهیه شد که در آن۱۰۰ مورد را با مصاحبه‌های تک به تک با شاهدان، معدن‌کاران، افسران پلیس، سربازان، رهبران جامعه محلی، قربانیان و خویشاوندان آنها، کارکنان تیم پزشکی، وکلای حقوق بشر و فعالان در شهرهای هراره (پایتخت زیمبابوه)، موتاره و منطقه مارانجه در شرق زیمبابوه آمده‌است. بر اساس گزارش مزبور بعد از کشف معدن الماس در منطقه مارانجه Marange در زیمبابوه در ژوئن سال ۲۰۰۶ پلیس و ارتش با خشونت منطقه معدنی را به کنترل درآوردند تا از دسترسی و برداشت از معادن جلوگیری کنند و استخراج و تجارت الماس بدون مجوز را زیر کنترل گرفتند. بخشی از درآمد حاصله از الماس استخراج شده نصیب حزب زانو- پی اف ZANU-PF (اتحاد ملی آفریقایی زیمبابوه)، که هم‌اکنون بخشی از نیروی حاکمه در دولت زیمبابوه است، شد، که چاره‌ساز بحران اقتصادی ناگوار این کشور گردید. این گزارش می‌گوید در این معدن الماس، کودکان روزانه تا ۱۱ ساعت بدون دریافت دستمزدی بکار گرفته می‌شوند.

## خطرات و بیماری‌ها
شبکه حمایت از کودکان CSLN AF می‌گوید که کار در معادن الماس خطرزا است. گزارش شده‌است که معدن‌کاران در معرض خطرات بهداشتی و بیماری، از قبیل مالاریا، اسهال خونی، سرطان و بیماریهای جنسی، قرار دارند. بعلاوه کودکانی که در این معادن بکار گرفته می‌شوند، علاوه بر بیماریهای فوق، از شرایط نامناسب نظیر شلوغی زیاد محل کار، مورد سوء استفاده قرار گرفتن، ساعات کار طولانی و دستمزد ارزان رنج می‌برند. بیماریهای دیگری که کودکانی که در این معادن کار می‌کنند با آن مواجه می‌شوند، عبارتند از: خستگی چشم، سوء تغذیه، بیمارهای ریوی و سردرد. دستمزد روزانه کودکان به میزان الماسی که برش و صیقل می‌دهند می‌باشد. بیشترین دستمزدی که معدن‌کار در مقابل صیقل الماس دریافت می‌کند به ۲ روپیه در روز می‌رسد که کمتر از ۸ سنت دلار آمریکایی ارزش دارد.

## آمار
دفتر کار برده‌داری کودکان اعلام کرد که در اواخر دهه سالهای ۱۹۸۰ در حدود ۱۱٪ و در سال ۱۹۹۴ حدود ۱۶٪ نیروی کار در معادن الماس خردسالان بودند. در سال ۱۹۹۷ سازمان بین‌المللی کار ILO گزارشی در مورد کودکان کار در صنعت الماس منتشر کرد و در آن متذکر شده‌است که کودکان زیادی در صنعت تولید الماس هند مورد استفاده قرار می‌گیرند. کودکان کار ۳٪ کل نیروی کار هند را تشکیل می‌دهد، در حالیکه درصد کودکان کار در صنعت الماس شهر سورات هند ۲۵٪ نیروی کار این صنعت است. با همکاری سازمان چشم‌انداز جهانی که یک سازمان حقوق بشری است، و سازمان هدف سیرالئون وزارت امور زناشوئی و کودکان این کشور، ۱۲۰۰ کودک کار در معادن سرشماری شد، و قرار شد تا آنها را از این کار بیرون بکشند و بنابر برآورد وکلای محلی تا ۳۰۰ کودک بعنوان سرباز در منطقه معدن الماس مارانجه خدمت می‌کنند.

## اقدامات انجام شده
افراد و سازمانهایی نسبت به آگاه کردن افکار عمومی در مورد موضوع کودکان کار در صنعت الماس اقدام کردند، از جمله ژانین روبرتس و انجمن ضد بردگی و تشکیلات بقای بین‌المللی و سازمان غیردولتی سرویس خبری کودکان کار با مدیریت راه‌پیمایی جهانی علیه کار کودکان و سرویس خبری کار بردگی کودکان.

### اقدامات فرهنگی
در ۴ ژوئیه سال ۲۰۰۵ کانی وست ستاره رپ آمریکایی و خواننده تک خوان، دومین آلبوم خود را به نام الماس سیرالئون ارائه کرد. آخرین ثبت نام، شامل یک نمونه تکراری از تم آهنگ فیلم جیمزباند سال ۱۹۷۱ می‌باشد. ترانه شرایط کار سخت کودکان در سیرالئون و دیگر کشورهای آفریقای غربی را منعکس می‌کند، که از سال ۱۹۹۱ با جبر در معادن الماس مورد استفاده قرار می‌گیرند یا در جنگهای خانگی کشته می‌شوند.